# Blancafort (Catalogne)
Pour les articles homonymes, voir Blancafort.
Blancafort est une Commune espagnole dans la communauté autonome de Catalogne, province de Tarragone, comarque de Conca de Barberà.